# Argema besanti
Argema besanti es una especie de lepidóptero ditrisio de la familia Saturniidae. Se encuentra en Tanzania y Kenia.
Tiene una longitud aproximada de 9 centímetros y una envergadura de 11 centímetros. Sus alas son de color verde, las superiores son más oscuras. Tiene un pequeño ocelo rojo en cada ala. La polilla adulta no puede comer y vive de 4 a 6 días.